# 2MASS J03554191+2257016
2MASS J03554191+2257016 ist ein Brauner Zwerg im Sternbild Stier. Er wurde 1999 von J. Davy Kirkpatrick et al. entdeckt. Er gehört der Spektralklasse L3 an.